# Ranzuki
Ranzuki (jap. ランズキ) – japoński magazyn o modzie damskiej. Magazyn ten zajmował się modą gyaru, po raz pierwszy został wydany w 1998 roku pod nazwą „Ranking Daisuki” (jap. ランキング大好き). 22 lipca 2000 roku został przemianowany na Ranzuki. W grudniu 2013 roku magazyn zyskał nowe logo, modeli oraz treści publikacji. Magazyn przestał się ukazywać wraz z numerem z października 2016 roku. Został reaktywowany jako kanał YouTube w kwietniu 2021 roku.